# جان دکر (بازیگر پورنوگرافی)
جان دکر (انگلیسی: John Decker؛ زاده ۷ ژانویهٔ ۱۹۶۴) یک بازیگر پورنوگرافی است. 